# Sorbus subg. Aria
Sorbus subg. Aria es un subgénero de Sorbus, perteneciente a la familia de las rosáceas. 

## Descripción
Son árboles de hoja caduca con hojas simples o lobuladas, dispuestas alternadamente. Están relacionados con la serbales (Sorbus subg. Sorbus), y muchas son endémicas de distribución restringida como microespecies apomícticas de Europa, donde se cree que derivan de los híbridos entre Sorbus aria y Sorbus aucuparia, y también de híbridos  del árbol silvestre Sorbus torminalis y Sorbus latifolia en los bosques franceses.
La especie mejor conocida es Sorbus aria, pero otras varias especies de Europa y Asia, en particular, son ampliamente cultivadas como árboles ornamentales.

## Taxonomía
Aria fue descrita por (Christiaan Hendrik Persoon) Nicolaus Thomas Host y publicado en Flora Austriaca 2: 7, en el año 1831.

### Clasificación
- sección Aria - Sorbus aria y especies relacionadas
- sección Alnifoliae - un grupo de especies de Asia
- sección Thibeticae - un grupo de especies del Himalaya y sur de China
- grupo de Sorbus intermedia (nothosubgenus Soraria) - taxón de híbridos que comprende las secciones Aria y Sorbus
- grupo de Sorbus latifolia  (nothosubgenus Tormaria) - taxón de híbridos que comprende las secciones Aria y Torminaria

### Especies seleccionadas
Sorbus subgenus Aria
- Sorbus admonitor
- Sorbus alnifolia
- Sorbus anglica
- Sorbus aria
- Sorbus aronioides
- Sorbus arranensis
- Sorbus austriaca
- Sorbus bristoliensis
- Sorbus cambrensis
- Sorbus carpatica
- Sorbus cheddarensis
- Sorbus croceocarpa
- Sorbus cuneifolia
- Sorbus danubialis
- Sorbus decipiens
- Sorbus devoniensis
- Sorbus eminens
- Sorbus eminentiformis
- Sorbus eminentoides
- Sorbus folgneri
- Sorbus franconica
- Sorbus graeca
- Sorbus hibernica
- Sorbus hybrida
- Sorbus intermedia
- Sorbus lancastriensis
- Sorbus latifolia
- Sorbus leighensis
- Sorbus leptophylla
- Sorbus leyana
- Sorbus margaretae
- Sorbus minima
- Sorbus mougeotii
- Sorbus parviloba
- Sorbus porrigentiformis
- Sorbus pseudofennica
- Sorbus pseudomeinichii
- Sorbus rupicola
- Sorbus rupicoloides
- Sorbus saxicola
- Sorbus scannelliana
- Sorbus stenophylla
- Sorbus stirtoniana
- Sorbus subcuneata
- Sorbus thibetica
- Sorbus umbellata
- Sorbus vestita
- Sorbus vexans
- Sorbus whiteana
- Sorbus wilmottiana